# Audre philene
Audre philene är en fjärilsart som beskrevs av Hans Ferdinand Emil Julius Stichel 1916. Audre philene ingår i släktet Audre och familjen Riodinidae. Inga underarter finns listade i Catalogue of Life.